# Las irresponsables
Las irresponsables (catalán: Les irresponsables) es una película española de comedia dramática de 2025, dirigida por Laura Mañá, quien coescribió la película junto a Marta Buchaca, basada en la obra de teatro homónima de Javier Daulte. Está protagonizada por Laia Marull, Betsy Túrnez y Àgata Roca. Se estrenó en el BCN Film Fest el 2 de mayo de 2025, y tiene previsto su estreno en cines españoles para el 25 de julio de 2025, con distribución de A Contracorriente Films.

## Trama
Cuando un amigo de Núria (Betsy Túrnez) deja su casa a cargo de ella, ella y sus dos amigas, Lila (Laia Marull) y Andrea (Àgata Roca), deciden pasar el fin de semana allí juntas. Aburridas por su tarea de cuidar la casa, una pregunta inocente motiva a las tres a dejarse llevar por sus impulsos.

## Reparto
- Laia Marull como Lila
- Betsy Túrnez como Núria
- Àgata Roca como Andrea
- Berto Romero
- Jordi Sánchez como Gus
- Ruth Llopis

## Producción
A principios de diciembre de 2024, se anunció que se estaba rodando una adaptación a cine de la obra de teatro Las irresponsables de Javier Dualte, la cual estaría dirigida por Laura Maña y escrita por Maña y Marta Buchaca. Laia Marull, Betsy Túrnez, Àgata Roca, Jordi Sánchez, Ruth Llopis y Berto Romero fueron confirmados como los actores principales del reparto. El rodaje de la película concluyó el 13 de diciembre de 2024 después de seis semanas, y tuvo lugar en Barcelona y alrededores.

## Lanzamiento y marketing
El 11 de abril de 2025, se anunció que Las irresponsables tendría su estreno mundial como la película de clausura del BCN Film Fest el 2 de mayo de 2025. El 19 de junio de 2205, A Contracorriente Films lanzó el tráiler de la película y programó su estreno en cines para el 25 de julio de 2025.